# Pleo (компания)
Pleo — датская финтех-платформа, которая включает в себя программное обеспечение, мобильное приложение и «умные» платежные карты для управления корпоративными расходами сотрудников. Стартап стал единорогом 6 июля 2021 года, получив оценку $1,7 млрд, сделав это быстрее всех в Дании. Штаб-квартира компании расположена в Копенгагене.

## История
Компания основана в 2015 году. В интервью для британского издания Tech Round генеральный директор и сооснователь Джепп Риндом сказал, что с юных лет боролся с бумажными чеками, которые важны, но утомляют и отнимают много времени. «Мой отец вёл бухгалтерский бизнес и платил мне за то, чтобы я часами сопоставлял выцветшие чеки, собранные в обувных коробках, с выписками из банковского счета», признался Джепп. Когда позже он работал в стартапе B2B-поставок Tradeshift, то познакомился с будущим партнером Николло Перре. По словам Джеппа, они раздали пластиковые карты своим сотрудникам, чтобы те могли тратить деньги на корпоративные задачи, но из-за устаревших процессов менеджмент не мог эффективно учитывать эти расходы, а более взрослые сотрудники тратили часы на обработку бумажных чеков. «Это был полный хаос, и мы решили полностью переписать систему, создав платформу, которая настраивала бы сотрудников на успех без ущерба для контроля, прозрачности или финансовой безопасности», вспоминал Джепп.
Перед запуском Риндом и Перре выяснили, что почти 9 из 10 человек неудовлетворены своей работой, поэтому основатели захотели создать продукт, который поможет сотрудникам чувствовать себя ценными. Джепп также сказал Forbes, что «миллениалы и поколение Z не любят, когда ими управляют на микроуровне, а Pleo позволил бы расширить их автономию». Из-за регулирования и лицензирования от идеи до запуска прошло 12-14 месяцев.
Pleo предложил систему, которая помогает сотрудникам покупать вещи, необходимые для работы. С помощью неё, например, сотрудники могут не ждать возмещения затрат на корпоративные нужды, и, наоборот, не сталкиваться с бюрократией, делая покупки для компании. «Мы помогаем экспортировать корпоративную культуру Скандинавии», — сказал TechCrunch Риндом, подразумевая более плоскую иерархию компании, в которой сотрудники берут на себя большую ответственность и пользуются большей автономией.
Pleo предлагает своим клиентам пластиковые и виртуальные платежные карты, выпущенные совместно с MasterCard. С их помощью приложение автоматически классифицирует товары и услуги, формирует электронные квитанции и позволяет, например, использовать свои телефоны для оцифровки бумажных квитанций. Пользователи могут подключить свои банковские реквизиты, чтобы упростить получение личных средств, использованных в рабочих целях, получив карты с предоплаченным лимитом. Также в Pleo можно настроить счета-фактуры, которые должны быть оплачены позднее покупки. Руководство компании может отслеживать все расходы сотрудников в реальном времени и подключить карты к бухгалтерскому ПО. Проще говоря, приложение Pleo позволяет сотрудникам без бюрократии за корпоративный счет, например, съездить на такси на деловую встречу или купить необходимое для работы оборудование, если старое сломалось. Деньги на поездку спишутся с личной корпоративной карты сотрудника, приложение сформирует чек согласно бухгалтерской отчетности, а директор компании увидит списание в своем личном кабинете.
В разговоре с TechCrunch Джепп Риндом сказал, что стартап помогает создать совершенно новую категорию продуктов: Pleo не является ни счетом в коммерческом банке, ни просто ПО для бухгалтерского учета. Вместо этого «платформа деловых расходов» сочетает элементы обоих направлений, но в большей степени направлена на создание новых возможностей в корпоративной культуре, чем просто на улучшение финансовых технологий. «Pleo изначально предназначался для экономии денег и времени, но вскоре это стало символом корпоративной культуры в компании. Pleo превращает финансовых директоров в героев — вы же не хотите быть тем финансовым директором, который тратит все свое время на погоню за чеками», сказал Джепп в интервью Founder’s Factory.
В январе 2021 года стартап Pleo получил награду Global Startup Awards 2020 в номинации «Стартап года». В 2018 году Pleo попал в шорт-лист конкурса Nordic Startup of the Year, а уже на следующий год стал лучшим датским и «северным» стартапом года. В этом же году компанию назвали «Стартапом года» в конкурсе EY Entrepreneur Of The Year, который организует британская компания Ernst & Young. В 2016 году Pleo получил награду «Стартап года» в конкурсе Pioneer of the Year, получив €500 000 от венчурного фонда Speedinvest.

## Финансирование
Всего на момент последнего раунда 6 июля 2021 год Pleo привлек $228,8 млн.
6 июля 2021 года Pleo привлек $150 млн в рамках раунда C под совместным руководством калифорнийской Bain Capital Ventures и нью-йоркской Thrive Capital. Инвесторы оценили стартап в $1,7 млрд. Хотя в апреле основатели планировали привлечь за раунд C только $100 млн. Компания планирует использовать новые средства для увеличения своего присутствия в таких странах, как Великобритания, а также на маркетинг и PR.
Pleo стал восьмым датским единорогом и первым стартапом, который добрался до миллиарда быстрее всех в Дании — чуть больше, чем за 6 лет. Также Серия C стартапа Pleo стала крупнейшей в Дании, обогнав на $90 млн ближайшего преследователя — виртуальную лабораторию Labster.
14 мая 2019 года Pleo привлек $56 млн в рамках раунда B, который возглавил нью-йоркский фонд Stripes. Также к раунду подключились Kinnevik, Creandum и Founders. Компания была оценена чуть меньше, чем в $500 млн. Чуть позже Pleo назвал свою адаптационную программу для сотрудников Bricks в честь компании Lego, которая владеет инвестиционной компанией Founders.
30 мая 2018 года Pleo закрыл раунд серии A на $16 млн, который возглавил европейский венчурный фонд Kinnevik при участии фондов Creandum и Seedcamp.
15 февраля 2017 года в рамках seed-раунда Pleo привлек $3,25 млн от фонда Creandum.

## Собственники и руководство
Основатели компании: генеральный директор датчанин Джепп Риндом и технический директор итальянец Никколо Перра.
Джепп Риндом закончил Копенгагенскую бизнес-школу с семестром в Стокгольмской школе экономики и Университете Южной Калифорнии, получив степень магистра в области финансов и бухгалтерского учета. Риндом выбрал направление управленческого консультирования и инвестиционного банкинга, сначала прошел стажировку в Goldman Sachs и затем стал охотником за головами в McKinsey. После этого последовал двухлетний контракт в датской биотехнологической компании Chr. Hansen, где в 2009 году он возглавил листинг компании. С 2010 по 2013 год работал финансовым директором в компании Tradeshift.
В 2018 году, когда Джепп говорил о планах привлекать таланты в Pleo со всего мира, он раскритиковал датскую систему налогообложения. «Я горжусь датской системой социального обеспечения и Копенгагеном, но я пришел к выводу, что датский «пакет» звучит более убедительно, чем он есть на самом деле, дело в том, что наши зарубежные кандидаты находятся на той стадии жизни, когда доступ к бесплатному образованию и медицинскому обслуживанию имеет очень мало значения, поэтому они не получают то, за что платят».
После инвестиций 6 июля 2021 года в совет директоров войдет Кери Гохман из Bain Capital Ventures. Директор по инвестициям Kinnevik Андреас Бернстром присоединился к совету директоров Pleo в рамках инвестиционного раунда 2018 года. Генеральный партнер Creandum Йохан Бреннер присоединился к совету директоров Pleo после того, как фонд провел seed-раунд в 2017 году.

## Деятельность

### География
Pleo работает в шести странах — в Дании, Швеции, Германии, Испании, Ирландии и Великобритании.

### Бизнес-модель
Pleo работает по подписке, начиная с £6 за пользователя. Но больше всего дохода — 70 % — компания получает за счет комиссии, взимаемой с банковского счета продавца каждый раз, когда покупатель использует свою карту. По словам Риндома, бизнес еще не прибыльный, и компания не стремится к прибыльности в ближайшее время. Риндом сказал, что Pleo быстро растет и в настоящее время стремится к достижению $100 млн годового регулярного дохода.
В прошлом году Pleo запустил новые услуги, в том числе Bills, систему управления счетами, которая устраняет проблемы с оплатой счетов, и Reimbursements, централизованный узел для отслеживания денег, причитающихся между сотрудниками и компания.
По словам Джеппа Риндома, пандемия коронавируса стала «ускорителем» для Pleo, потому что тенденция к работе на дому компенсирует сокращение международных деловых поездок. По его словам, клиентская база компании увеличилась более чем вдвое в течение 2020 года и составила 17000 человек. По данным издания Shifted, рост составил 125 %. В средней компании-клиенте Pleo работает около 1 000 сотрудников, в 2021 году Pleo переходит к более крупным клиентам — компаниям до 5000 сотрудников и ставит амбициозную цель достичь 1 миллиона пользователей к 2025 году, по словам генерального директора Джеппе Риндома.

### Штат
У Pleo около 330 сотрудников в Лондоне, Стокгольме, Берлине, Мадриде и Копенгагене по данным на июль 2021 года. Два года назад в компании работало всего 80 человек.